# メ〜テレカフェ
『メ〜テレカフェ』は、2003年3月から2008年3月31日まで名古屋テレビ（メ〜テレ）で放送されていた番宣番組である。

## 概要
メ〜テレで放送される番組のスポットCMを続けて数本流していたミニ番組。朝日放送のテレビドラマ『オトコの子育て』の宣伝回と『4姉妹探偵団』の宣伝回では、それぞれの主題歌CDのプレゼント企画を実施した。
アナログ放送ではレターボックス形式で放送されていた。また、アナログ放送・デジタル放送ともに、VTRの右下には「メ〜テレカフェ」のロゴを表示していた。
番組は2008年春の改編で同タイトルでの放送を終了し、『ウルフィPRESS』へと改題リニューアルした。

## 放送時間
いずれも日本標準時、同タイトルでの放送終了時の放送時間。特別編成などによって放送時間が変更される場合があった（主に土曜の放送と日曜の放送）。

### 平日
- 月曜 - 木曜 24:12 - 24:15 （水曜深夜には『明日夜はラブちぇん』と題し、翌日に放送の自社製作番組『ラブちぇん』のみを宣伝）
- 金曜 9:55 - 9:57

### 土曜
- 15:55 - 16:00
- 17:25 - 17:30
- 22:56 - 23:00 （初めに「UP!来週のみどころ」を放送）

### 日曜
- 13:55 - 14:00
- 15:25 - 15:27
- 17:55 - 18:00